# Rezerwat przyrody Torfowisko pod Węglińcem
Rezerwat przyrody „Torfowisko pod Węglińcem” – rezerwat torfowiskowy położony na terenie powiatu zgorzeleckiego, w gminie Węgliniec. Jest to najmniejszy rezerwat przyrody w województwie dolnośląskim.
Obszar chroniony utworzony został w roku 1959 w celu zachowania ze względów naukowych i dydaktycznych torfowiska przejściowego z pierwotną roślinnością oraz reliktowym stanowiskiem sosny błotnej Pinus x rhaetica. Sosna błotna uznawana jest obecnie za podgatunek sosny drzewokosej.
Rezerwat położony jest w granicach dwóch obszarów Natura 2000: ostoi siedliskowej „Uroczyska Borów Dolnośląskich” i ostoi ptasiej „Bory Dolnośląskie”.
Rezerwat obejmuje 1,35 ha zalesionego torfowiska położonego w południowej części Borów Dolnośląskich, około 350 m na północ od stacji kolejowej Węgliniec.
Od momentu powołania rezerwatu jego szata roślinna uległa znacznej degradacji, ze względu na opadanie zwierciadła wód gruntowych. W latach 50. XX w. odnaleziono tu 208 osobników sosny błotnej, ale do końca wieku liczba ta spadła do 108 (w tym 10 drzew martwych). Zbiorowisko roślinne rezerwatu uległo przekształceniu z boru bagiennego na bór wilgotny z nielicznymi gatunkami bagiennymi (bagno zwyczajne, brzoza omszona i mchy torfowce).
Spis flory terenu rezerwatu obejmuje (dane na rok 2017): 64 gatunki roślin naczyniowych oraz 11 gatunków mchów. Ochronie gatunkowej podlega 7 występujących tu gatunków: sosna drzewokosa, bagno zwyczajne, próchniczek błotny, rokietnik pospolity, płonnik pospolity, torfowiec frędzlowany i torfowiec ostrolistny. Rezerwat jest również miejscem występowania rzadkiego grzyba – gęstoporka cynobrowego.
Dwa stanowiska sosny błotnej pod Węglińcem (jedno objęte ochroną w ramach rezerwatu przyrody) są jedynymi znanymi miejscami występowania sosny błotnej na niżu Polski. Stanowiskom tym, poza opadającym zwierciadłem wód gruntowych, zagraża również inwazyjny gatunek Borów Dolnośląskich – tawuła kutnerowata.
Teren rezerwatu „Torfowisko pod Węglińcem” nie został bezpośrednio udostępniony do zwiedzania. W sąsiedztwie rezerwatu biegnie 25 km ścieżka dydaktyczna po Puszczy Zgorzeleckiej.